# Michael King
Pour les articles homonymes, voir King.
Michael King, né le 15 décembre 1945 et mort le 30 mars 2004, est un historien, écrivain et biographe néo-zélandais. 

## Biographie
Élève au Sacred Heart College d'Auckland et au St Patrick's College de Silverstream (Wellington), il étudie plus tard l'histoire à l'université Victoria de Wellington, où il obtient un Bachelor of Arts en 1967. Il poursuit ensuite ses études à l'université de Waikato où il obtient un master en 1968 et un doctorat en philosophie en 1978. En 1998, il obtient un doctorat honoraire en lettres à l'université Victoria de Wellington.
Pendant cette période, il travaille également comme journaliste pour le journal Waikato Times de Hamilton. D'origine européenne, il est connu pour sa connaissance de la culture et de l'histoire maori.
Parmi ses œuvres les plus connues, Being Pakeha, Moriori, et le Penguin History of New Zealand se distinguent par leur popularité. Il a également écrit les biographies de Te Puea Herangi, Whina Cooper, Frank Sargeson et Janet Frame. Il a écrit, coécrit ou édité plus de 40 livres au total.
Le 30 mars 2004, King et sa seconde femme, Maria Jungowska, meurent dans un accident de voiture : leur automobile s'écrase contre un arbre et prend feu.

## Distinctions
- Officier de l'ordre de l'Empire britannique (1988)

## Prix
- NZ Boo Award (non fiction) (1978)
- Feltex Television Writers' Award (1980)
- Winston Churchill Fellowship (1980)
- Fulbright Visiting Writers' Fellowship (1988)
- NZ Literary Fund Award (1987 et 1989)
- Wattie Book of The Year Award (1984 et 1990)
- Burns Fellow à l'université de l'Otago (1998-1999)
- Prime Minister's Awards for Literary Achievement 2003

Son livre The Penguin History of New Zealand a été élu choix du public aux Montana NZ Book Awards de 2004.